# Chiesa di San Leonardo (Abbadia San Salvatore)
La chiesa di San Leonardo è una chiesa cattolica che si trova ad Abbadia San Salvatore.

## Descrizione
Fu fondata nel XIII secolo dai monaci benedettini ed è nota fin dal 1296. Mostra all'esterno due portali medievali ed il campanile costruito nel XVIII secolo e rialzato nel 1914. L'interno rettangolare con scarsella è coperto a capriate e presenta un arcone trasversale che divide la navata dal presbiterio.